# Satyriasis and Nymphomania
Satyriasis and Nymphomania to pierwszy album studyjny grupy muzycznej Paracoccidioidomicosisproctitissarcomucosis, wydany w 2002 roku przez American Line Productions.

## Lista utworów[2]
1. Toward the Apocalipsex (Intro) - 2:03
2. Uroporfironogenodescarboxilándome y pustulándome con tu anorgasmita exaclorobencenosisticarial sexo traumatizante - 5:35
3. Grotesque Mucopurulence (Disgorge's Sensation) - 2:44
4. Slowly Rot with Esclerosis Under of Endocrinology - 1:31
5. Proliferación de la lujuria por padecimiento ginecologianal - 5:15
6. Succionando y excitando carcinomas femeninas (Falta de higiene genital) - 3:08
7. Necroexpulsión cangrenosa por síndrome de inmunodeficiencia adquirida - 5:00
8. Putridexpulsion Diphyllobothrium of the Vaginal Cavity - 3:04
9. Psicoiticoproparasitoscopociabscesoinfangiectasiespasmo y hemático - 6:32
10. Satyriasis and Nymphomania (Apocalipsex End) - 3:04